# 국제 펜싱 연맹
국제 펜싱 연맹(International Fencing Federation)은 펜싱을 관할하는 국제 스포츠 연맹이다. 1913년 9월 29일 프랑스 파리에서 설립되었다. 벨기에, 보헤미아, 프랑스, 독일, 영국, 헝가리, 이탈리아, 네덜란드, 노르웨이가 설립하였다.